# Anatomie d'une chute
Ne doit pas être confondu avec Anatomie d'un crime.
Pour les articles homonymes, voir Anatomie (homonymie).
Pour plus de détails, voir Fiche technique et Distribution.
Anatomie d'une chute est un drame français co-écrit et réalisé par Justine Triet, sorti en 2023.
Le film est présenté pour la première fois dans le cadre de la « compétition officielle » du Festival de Cannes 2023 et obtient la Palme d'or — Justine Triet devenant la troisième femme à remporter cette prestigieuse récompense.
Le film obtient, par la suite, de nombreuses récompenses et nominations. En janvier 2024, il devient le premier film français à remporter le Golden Globe du meilleur scénario et décroche aussi celui du meilleur film en langue étrangère. Il est nommé à cinq reprises aux Oscars 2024, notamment comme meilleur film (ce qui en fait le dixième long métrage français de l'histoire en lice pour ce prix) et meilleur réalisateur. Il remporte le 10 mars 2024 celui du meilleur scénario original.
En France, le film est nommé onze fois aux César 2024 et en remporte six, dont ceux du meilleur film, de la meilleure réalisation, de la meilleure actrice et du meilleur scénario original.

## Synopsis
Dans un chalet isolé en montagne près de Grenoble, Samuel Maleski écoute de la musique dans son grenier, si fort que sa femme, Sandra Voyter, romancière allemande, demande à reporter son entretien avec une étudiante qui l'interviewait. Leur fils, Daniel, revient d'une longue promenade avec Snoop, son chien guide, et découvre Samuel mort en dessous de la fenêtre du grenier. Sandra déclare à un vieil ami, l'avocat Vincent Renzi, que la chute devait être accidentelle.
Lorsque Vincent rétorque que le tribunal ne croira pas à un accident, Sandra l'informe de la tentative précédente de Samuel de faire une surdose d'aspirine, six mois auparavant, après avoir arrêté ses antidépresseurs. Vincent remarque un bleu sur son bras, qu'elle explique par un heurt contre un plan de travail.
Daniel rapporte au juge d'instruction que ses parents avaient une conversation paisible lorsqu'il a quitté la maison, mais donne des versions contradictoires sur sa position exacte à ce moment-là lors de la reconstitution. Ceci, ajouté à une autopsie révélant que la blessure à la tête de Samuel s'est produite avant que son corps ne touche le sol, à des projections de sang, et à un enregistrement audio d'une dispute entre Samuel et Sandra la veille de sa mort, conduit à la mise en examen de Sandra.
Pendant le procès, l'équipe de défense de Sandra soutient que Samuel est tombé de la fenêtre du grenier au troisième étage et s'est cogné la tête sur un abri, tandis que l'accusation prétend que Sandra l'a frappé avec un objet contondant et l'a poussé depuis le balcon du deuxième étage. Lors d'un échange tendu au tribunal avec le psychiatre de Samuel, qui insiste sur l'absence d'intentions suicidaires chez Samuel, elle exprime son ressentiment envers lui.
Dans l'enregistrement de la dispute, Samuel l'accuse de plagiat, d'infidélité, et de vouloir contrôler sa vie. La dispute s'envenime et devient violente, sans qu'on sache qui frappe qui. L'accusation soutient que toute la violence émane de Sandra. Elle affirme avoir lancé un verre contre un mur et giflé Samuel, et explique les bleus sur ses bras par le fait que Samuel l'a saisie, ajoutant que les autres bruits de la violence entendue provenaient de Samuel qui se frappait lui-même.
Après que Sandra a reconnu avoir eu une liaison avec une femme l'année précédant la mort de Samuel, l'accusation argumente que la musique forte de Samuel traduisait sa jalousie provoquée par le jeu de séduction entre Sandra et l'intervieweuse, qui a conduit à la confrontation physique et, selon l'accusation, au meurtre. Le procureur met en avant la tendance de Sandra à transposer ses conflits personnels dans ses récits et comment tuer Samuel pourrait refléter les pensées d'un personnage secondaire de son dernier roman.
Sandra conteste en disant qu'un enregistrement audio ne représente en rien la nature de leur mariage, ni que les propos d'un personnage de l'un de ses romans ne reflètent ses propres tendances. Bouleversé par les événements, Daniel insiste pour témoigner avant les plaidoiries finales le lundi suivant, et le juge établit des règles strictes pour éviter toute influence sur son témoignage, y compris la présence d'une superviseur judiciaire, Marge, et exige que toutes les conversations se déroulent en français, malgré les difficultés de Sandra avec la langue.
Daniel demande ensuite à Sandra de quitter la maison pour le week-end afin que seule Marge puisse veiller sur lui et Snoop. Après avoir entendu le témoignage de Sandra sur l'overdose d'aspirine de Samuel, Daniel se souvient que Snoop était tombé malade à cette époque et suspecte maintenant que Snoop a mangé du vomi de Samuel ; il nourrit délibérément Snoop avec de l'aspirine ce week-end là et constate le même effet, ce qui corrobore le témoignage de Sandra.
Daniel confie à Marge son angoisse à déterminer ce qui est vrai, elle lui répond que parfois, lorsque nous ne savons pas ce qui est réellement vrai, nous pouvons simplement décider ce qui est vrai pour nous. À la barre, Daniel affirme que si sa mère a fait cela, il ne peut pas le comprendre, mais si c'est son père, il le peut. Il ajoute qu'un jour, Samuel et lui ramenaient Snoop de chez le vétérinaire. Dans la voiture, son père lui avait parlé de ce chien qui était plus qu'un chien, un super chien qui comprend tout ce dont a besoin Daniel, qui est toujours là pour lui. Il fallait s'imaginer la vie de cet être toujours à s'occuper de Daniel. Et aussi penser au fait que Snoop devrait mourir un jour, qu'il n'était plus tout jeune et qu'il devrait partir un jour. Il était nécessaire d'être prêt à le voir mourir. Sa propre vie continuera. Daniel dit clairement à la barre des témoins que ce jour-là, son père parlait en fait de lui-même. L'enfant réalise là les pensées suicidaires de son père, Samuel.
Peu après le témoignage de Daniel, Sandra est acquittée. Lorsqu'elle rentre à la maison, Daniel lui dit qu'il avait peur de son retour et elle répond qu'elle aussi, ce qui mène à une étreinte chaleureuse. Alors que Sandra se prépare à dormir, elle s'attarde sur une photo d'elle et Samuel avant de se coucher dans le bureau de son mari où elle est rejointe par Snoop.

## Fiche technique
Sauf indication contraire, les informations mentionnées dans cette section peuvent être confirmées par les bases de données cinématographiques IMDb et Allociné,  présentes dans la section « Liens externes ».
- Titre original et francophone : Anatomie d'une chute
- Réalisation : Justine Triet
- Scénario : Arthur Harari et Justine Triet
- Photographie : Simon Beaufils
- Montage : Laurent Sénéchal
- Montage son : Fanny Martin
- Son : Julien Sicart, Olivier Goinard, Jeanne Delplancq, Fanny Martin
- Décors : Emmanuelle Duplay
- Costumes : Isabelle Pannetier
- Direction de production : Julien Flick
- Production : Marie-Ange Luciani, David Thion et Philippe Martin
- Sociétés de production : Les Films Pelléas, Les Films de Pierre, en association avec 6 SOFICA
- Société de distribution : Le Pacte
- Société de ventes internationales : MK2 Films
- Budget : 6,2 millions d'euros
- Pays de production :  France
- Langues originales : français, anglais et plus secondairement allemand
- Format : couleur — 1,85:1 — son 5.1
- Genre : drame, policier, film de procès
- Durée : 151 minutes
- Dates de sortie :
  - France : 21 mai 2023 (Festival de Cannes)[3] ; 23 août 2023 (sortie nationale)
- Classification :
  - France : tous publics[4]

## Distribution
Sauf indication contraire, les informations mentionnées dans cette section peuvent être confirmées par les bases de données cinématographiques IMDb et Allociné,  présentes dans la section « Liens externes ».
- Sandra Hüller : Sandra Voyter
- Swann Arlaud : Me Vincent Renzi, l'avocat et l'ex de Sandra
- Milo Machado-Graner : Daniel Maleski, le fils de Sandra et Samuel
- Antoine Reinartz : l'avocat général
- Samuel Theis : Samuel Maleski
- Jehnny Beth : Marge Berger, l’accompagnatrice de Daniel
- Saadia Bentaïeb : Me Nour Boudaoud, l'autre avocate de Sandra
- Camille Rutherford : Zoé Solidor, l'étudiante
- Anne Rotger : la présidente du tribunal
- Sophie Fillières : Monica
- Messi : Snoop, le chien guide de Daniel
- Nesrine Slaoui : la journaliste de BFM TV
- Antoine Buéno : Balard, un expert
- Wajdi Mouawad : Jammal, le psychiatre
- Sacha Wolff : le chef de l'enquête
- Kareen Guiock : la présentatrice de télévision
- Arthur Harari : le critique littéraire

## Production

### Genèse et développement
Justine Triet, qui coécrit le scénario durant le confinement de 2020 avec son compagnon Arthur Harari, a expliqué l'avoir construit comme « un puzzle », dans lequel « le spectateur est projeté dès la première scène et dont il ne comprend que tardivement le sens ». Elle précise dans un entretien à Affaires culturelles sur France Culture que son compagnon et elle étaient dans des pièces séparées de leur appartement et s'envoyaient des versions par mail. Elle ajoute également que la scène de la dispute, point culminant du procès, a nécessité plus de 70 réécritures.
Le scénario du film est écrit pour l'actrice allemande Sandra Hüller, déjà présente sur Sybil, le précédent film de Justine Triet. Du fait de sa présence, une partie du film est tournée en anglais, notamment lors des audiences.

### Inspirations
Justine Triet s'est dite « fascinée par l'affaire Amanda Knox » et a déclaré qu'elle souhaitait « aborder la question judiciaire dans ses moindres détails ». Amanda Knox est une auteure, militante et journaliste américaine emprisonnée pendant près de quatre ans en Italie à la suite de sa condamnation en 2007 pour le meurtre de Meredith Kercher, une camarade d'un programme d'échange linguistique qui partageait son appartement. En 2015, Amanda Knox est acquittée par la Cour suprême de cassation italienne. Sa famille est insolvable après avoir contracté de lourdes dettes à cause des années passées à la soutenir. Le produit de la vente des mémoires d'Amanda Knox a servi à payer les frais des avocats italiens,.
Dans un entretien avec sa maison de production Le Pacte, Justine Triet explique son envie de longue date de faire un film sur la défaite d'une relation, en comparant la chute mortelle de Samuel au début du film à la chute d'un couple. La réalisatrice décrit l'obsession du film pour la chute, notamment inspirée par le générique de la série américaine Mad Men où la silhouette de Don Draper « n'en finit pas de tomber ».
La cinéaste reconnaît être « devenue incollable sur le juge des libertés, grâce à la complicité d'un ami avocat et cinéphile quand la trame de ce film de procès inspiré de faits divers de documentaires criminels est dévoilée en janvier dans une enquête du Monde » lors de la première projection du film. Afin de s'assurer de l'exactitude technique du procès ainsi que de la conception de l'audience, elle fait appel à l’avocat pénaliste Vincent Courcelle Labrousse. Selon elle, le procès français est plus « bordélique »  [sic] que le procès américain dans sa distribution de la parole, lui permettant de prendre le contre-pied des procès américains, avec un film très français et des « blocs » de parole ininterrompus.

### Tournage
Le tournage a lieu en mars et avril 2022 en Savoie dans la vallée de la Maurienne (à Villarembert, à Fontcouverte-la-Toussuire, Saint-Jean-de-Maurienne et Saint-Léger), en Isère (à Montbonnot-Saint-Martin et Grenoble) et en Charente-Maritime, notamment au palais de justice de Saintes en avril-mai 2022.

### Musique
Deux pièces pour piano seul sont utilisées pour le film et jouées par le jeune garçon : Asturias d'Isaac Albéniz et le prélude no 4 en mi mineur de Frédéric Chopin. Elles sont très caractérisées et s'opposent même fortement. Prises globalement, elles sont l'une et l'autre en opposition avec l'univers des steeldrums (les tambours d’aciers caribéens) de l'ensemble allemand Bacao Rhythm & Steel Band (en) qui reprend la chanson P.I.M.P. du rappeur 50 Cent, et que le père écoute.

## Accueil

### Réception critique
Décrit comme « un thriller procédural hitchcockien » et inspiré de faits divers de documentaires criminels, le film recueille, après sa projection le 19 mai 2023 à Cannes, le meilleur score dans le panel de critiques compilé par la revue Screen International, ex æquo avec May December de Todd Haynes,.
Le règlement du festival empêchant le jury d'attribuer un second prix aux productions ayant obtenu la Palme d'or ou le grand prix du jury, l'actrice principale Sandra Hüller (également actrice principale de La Zone d'intérêt de Jonathan Glazer, grand prix du jury cette même édition) n'a pas obtenu celui d'interprétation féminine, auquel s'était préparée la critique du film.
Le site américain Rotten Tomatoes propose un score de 98 % et une note moyenne de 8,4/10 à partir de l'interprétation de 41 titres de presse.
En France, le site Allociné propose une moyenne de 4,4/5, après avoir recensé 40 critiques de presse.
Dans un entretien avec Marcos Uzal, le cinéaste kazakh Darejan Omirbaev estime que le film de Justine Triet est l'une des preuves que « l'art cinématographique est déjà mort », précisant son point de vue ainsi : « C'est filmé comme une série. C'est un très bon film pour comprendre tout ce que n'est pas la langue du cinéma ».

### Box-office
| Pays ou région    | Box-office                           | Date d'arrêt du box-office | Nombre de semaines |
| ----------------- | ------------------------------------ | -------------------------- | ------------------ |
| France            | 1 907 902 entrées                    | fini                       | 28                 |
| Chine             | 667 000 entrées                      | fini                       | 6                  |
| États-Unis        | 450 000 entrées - 5 076 369 $        | fini                       | 20                 |
| Allemagne         | 498 000 entrées                      | fini                       | 17                 |
| Espagne           | 345 270 entrées                      | fini                       | 12                 |
| Italie            | 253 000 entrées                      | fini                       | 18                 |
| Royaume-Uni       | 223 000 entrées                      | fini                       | 7                  |
| Pologne           | 234 000 entrées                      | fini                       | 7                  |
| Brésil            | 261 000 entrées                      | fini                       | 3                  |
| Japon             | 135 000 entrées                      | fini                       |                    |
| Australie         | 139 000 entrées                      | fini                       |                    |
| Pays-Bas          | 100 000 entrées                      | fini                       | 17                 |
| Corée du Sud      | 98 119 entrées                       | fini                       | 17                 |
| Monde hors France | 4 928 999 entrées (35 688 201 euros) | en cours                   | 20                 |
| Total mondial     | 6 836 101 entrées - 36 051 506 $     | en cours                   | 28                 |

#### En France

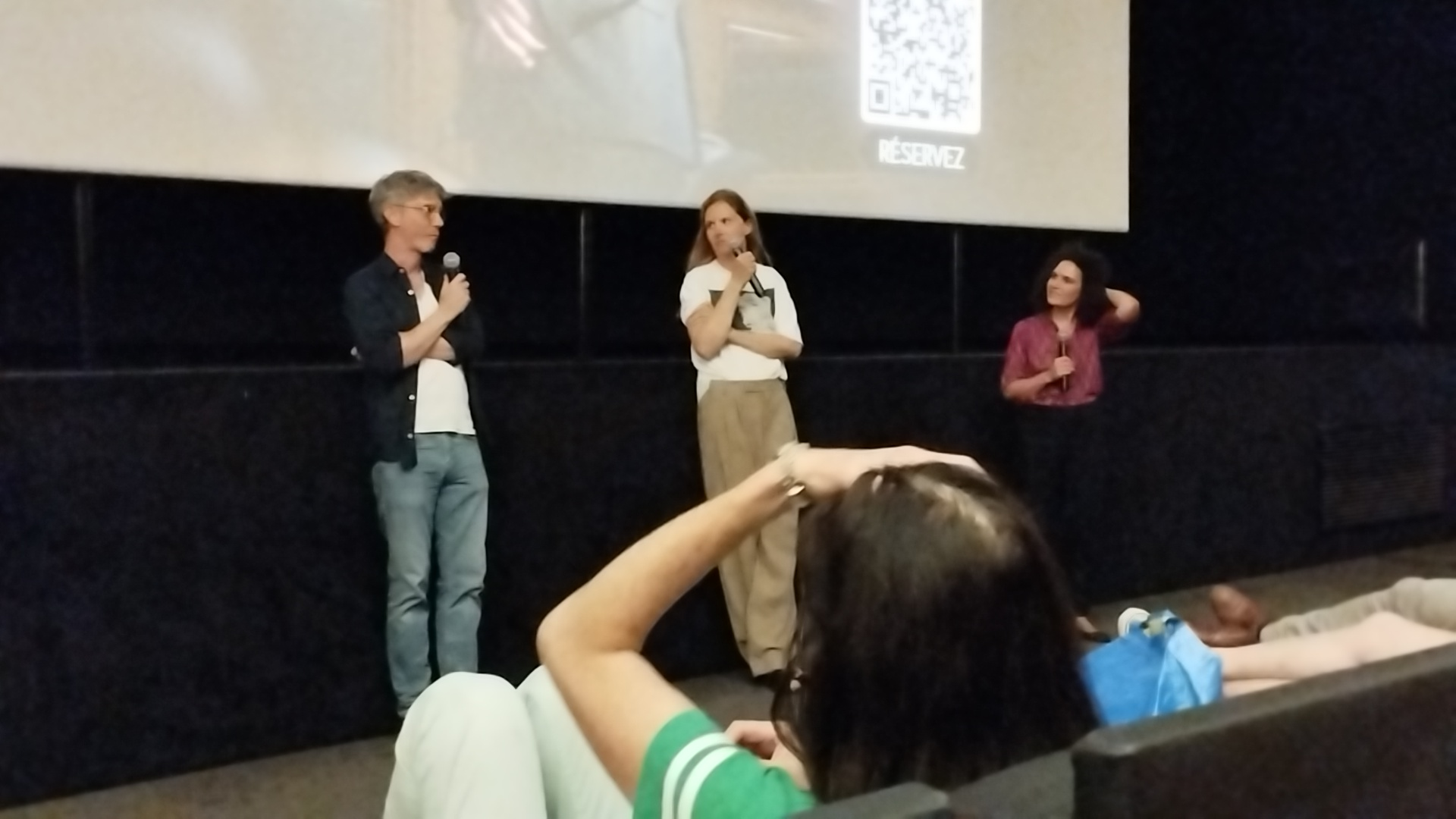
Swann Arlaud et Justine Triet lors d'une avant-première du film au MK2 Nation, à Paris.

Pour son premier jour d'exploitation en France, Anatomie d'une chute se place à la première place du box-office des nouveautés avec 55 382 entrées, dont 8 375 en avant-première. Pour son premier week-end d'exploitation en salles, le film cumule 262 698 entrées sur 379 copies, se plaçant en deuxième place du box-office, derrière Barbie (288 185 entrées) et devant Oppenheimer (231 550 entrées). Anatomie d'une chute réalise le meilleur démarrage pour une Palme d'or depuis Entre les murs, qui cumule 358 000 entrées pour son premier week-end en France en 2008. Pour sa troisième semaine d'exploitation, le film prend la tête du box office avec 191 392 entrées sur 738 copies, pour un cumul de 800 283 entrées.
Le 23 septembre 2023, il dépasse le million d'entrées en France, un mois seulement après le début d'exploitation.
Suite aux récompenses reçues en début d'année 2024 (Césars, Golden Globes, Oscar), le film enregistre à nouveau pendant plusieurs semaines de bonnes affluences en salles. Il cumule en mars 2024 plus d'1,8 million d'entrées.

#### Hors de France

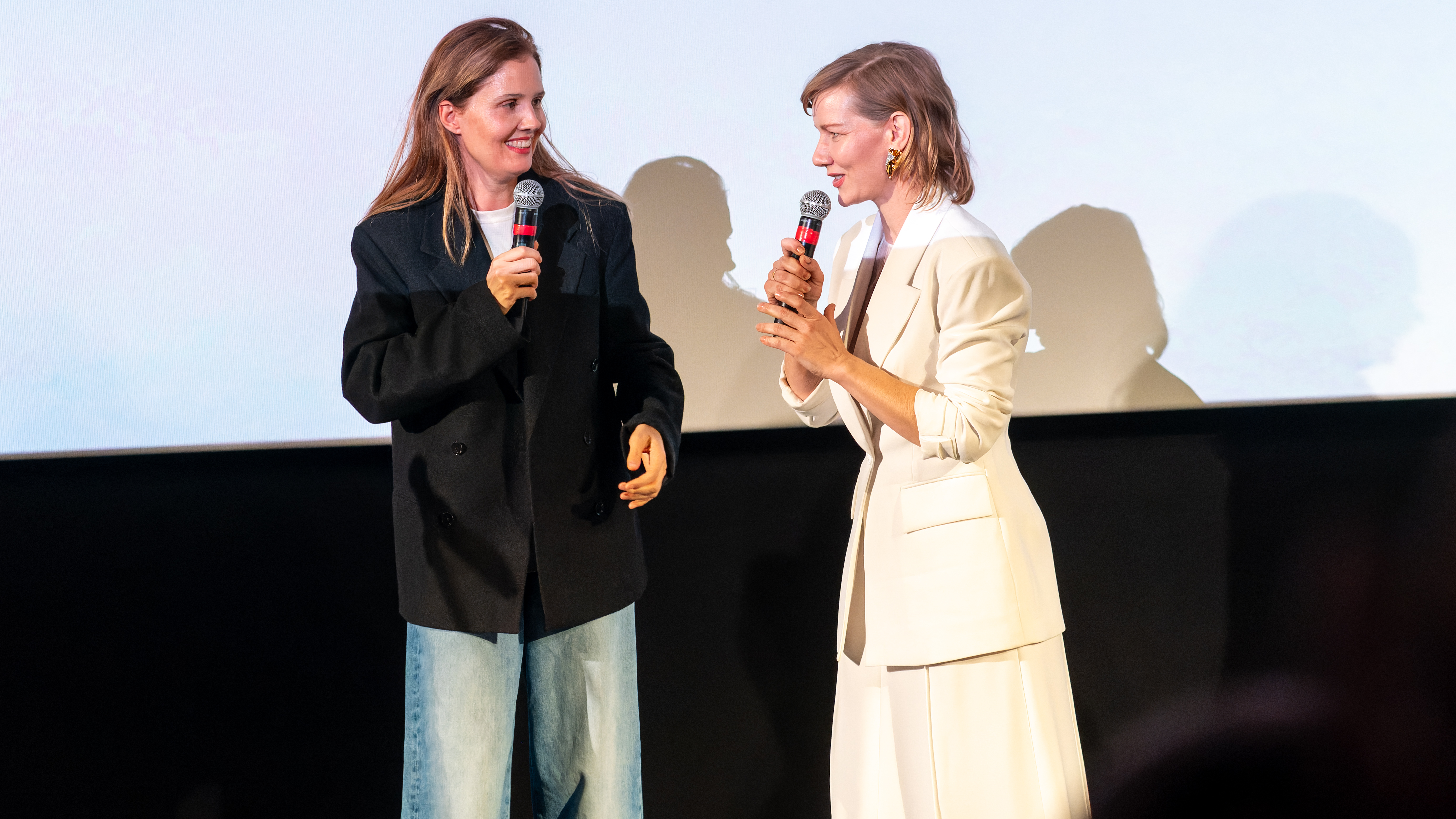
Justine Triet et Sandra Hüller lors d'une présentation du film au Picturehouse Cinemas à Londres.

Grâce aux prix qu'il a gagnés et aux retours très positifs lors du festival de Cannes 2023, et ses sélections dans de très nombreux festivals, le film connaît une sortie internationale dans une cinquantaine de pays, où il est programmé pendant plusieurs mois, de septembre 2023 à mars 2024.
Fin septembre 2023, soit un mois après sa sortie, le film cumule près de 130 000 spectateurs en Belgique, Grèce et Suisse romande notamment.
En octobre 2023, le film sort dans plusieurs grands pays parmi lesquels les États-Unis, la Russie, l'Allemagne, le Royaume-Uni. Le succès est confirmé.
Aux États-Unis, le long métrage sort le 13 octobre 2023 dans une petite sélection de cinémas, pendant deux semaines, avant une sortie un peu plus large dans près de trois cents salles à partir de la semaine suivante. Ainsi, en trois semaines, le film de Justine Triet cumule près d'un million de dollars, dont la moitié lors de la seconde sortie, ce qui lui permet de se placer onzième au box-office américain pendant sa troisième semaine d'exploitation, record pour un film français,.
Le film réalise un bon démarrage en Russie, où il cumule près de 25 000 entrées lors de sa première semaine d’exploitation, ce qui lui permet d'atteindre la onzième place du box-office russe.
Il en est de même en Italie, où le long métrage connaît un début particulièrement fort, en atteignant la cinquième place du box-office italien avec 32 000 entrées en première semaine.
Dans le même temps, le film continue sa course aux États-Unis où, lors de sa quatrième semaine d'exploitation, il engendre près d'un million de dollars supplémentaires dans près de 450 salles, ce qui lui permet de cumuler deux millions de dollars de recettes sur le sol américain.
À la mi-novembre, le film cumule près de 17,5 millions de dollars de recette dans le monde pour un budget de 6,5 millions de dollars. Après la France, c'est aux États-Unis que le film cumule le plus d'entrées avec près de 580 000 spectateurs et plus de 3 millions de recette.
Le film dépasse la barre symbolique des 100 000 entrées en Allemagne, en Italie et au Royaume-Uni.
Sorti en décembre en Espagne, le film cumule près de 200 000 entrées plus d'un mois après sa sortie.
En janvier 2024, le film dépasse les 200 000 entrées également au Royaume-Uni et en Allemagne.
Après son apogée au box-office américain, où le film était présent dans le top 15 durant deux semaines, le long métrage s'est fait plus rare, mais a continué son parcours sur ce territoire. Après sa double victoire aux Golden Globes et aux Critics' Choice Movie Awards en janvier 2024, le film a vu son nombre de copies de nouveau augmenter. À la mi-janvier, le film cumule près de 4 millions de recette,.
En février le film bat des records historiques, en dépassant le cap des 300 000 entrées en Allemagne et en Espagne.
Durant le même mois le film sort en salle dans plusieurs pays d’Amérique latine avec un bon démarrage en cumulant 100 000 entrées au Brésil et au Mexique.
En février, le film obtient finalement, grâce à ses sorties dans ces nouveaux territoires, plus de 800 000 entrées supplémentaires, permettant de dépasser le cap des 3 millions d’entrées à l’international, un record depuis la pandémie.

## Prise de position au Festival de Cannes

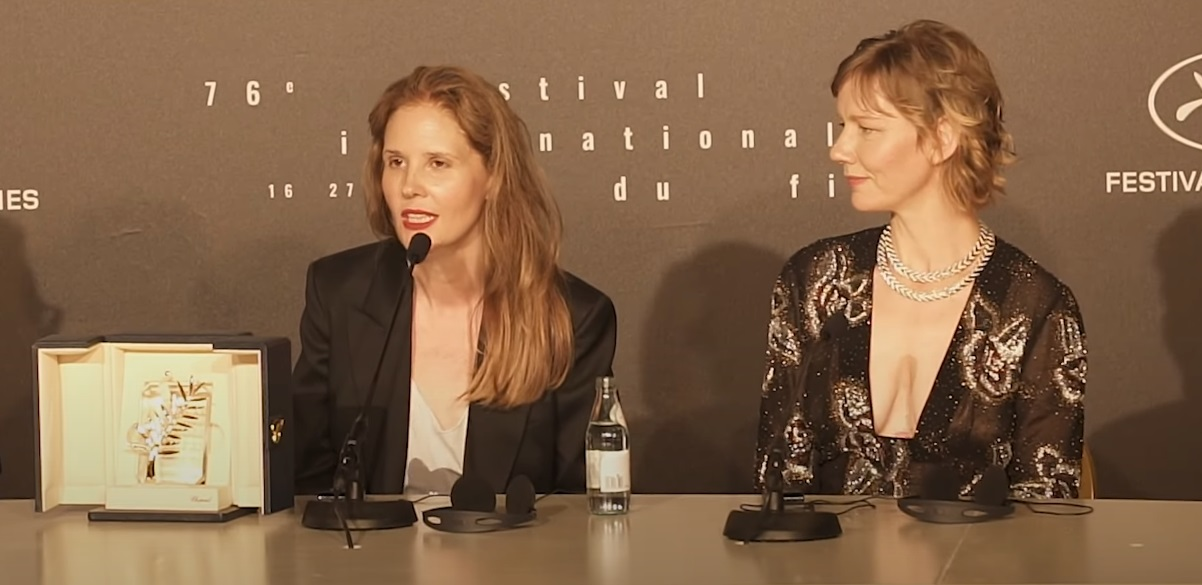
Justine Triet et Sandra Hüller après la cérémonie de clôture du Festival de Cannes.

Lors de la remise de la Palme d'or, la réalisatrice, Justine Triet, prononce un discours critique sur l'évolution de la politique culturelle du gouvernement français et sur la façon dont il s'est comporté avec le mouvement social contre la réforme des retraites en France de 2023. Ce discours est critiqué par les partisans d'Emmanuel Macron, par des militants et des hommes politiques de droite,, ainsi que par la ministre de la Culture, Rima Abdul Malak, qui s'est déclarée « estomaquée par son discours si injuste ». Emmanuel Macron n'a pas félicité la réalisatrice pour sa Palme d'Or à Cannes,. En revanche, Justine Triet est défendue par de nombreuses personnalités politiques, du monde du cinéma et de la littérature, contre les attaques personnelles dont elle est l'objet dans les médias et les réseaux sociaux (voir la section « Polémique » de l'article consacré à la réalisatrice).
Selon Variety, plusieurs experts français du monde de la politique et du cinéma ont affirmé que Justine Triet avait été « punie » pour avoir critiqué le gouvernement français lorsque le Centre national du cinéma et de l'image animée a choisi de soumettre La Passion de Dodin Bouffant, plutôt qu'Anatomie d'une chute, pour représenter la France dans la catégorie du meilleur film international à la 96e cérémonie des Oscars, à 4 voix contre 3,,. D'autres initiés de l'industrie ont souligné le fait qu'Anatomie d'une chute comporte également des dialogues en anglais et n'est qu'à 59 % en français, alors que La Passion de Dodin Bouffant l'est à 100 % . Quoi qu'il en soit, c'est finalement Anatomie d'une chute qui obtient cinq nominations aux Oscars 2024, dont celle du meilleur film.

## Distinctions
Sauf indication contraire, les informations mentionnées dans cette section peuvent être confirmées par les bases de données cinématographiques IMDb et Allociné,  présentes dans la section « Liens externes ».

### Récompenses
- Festival de Cannes 2023 : 
  - Palme d'Or
  - Palme Dog pour Snoop[51],[52]
- Festival du film de Sydney 2023 : Prix du public GIO du meilleur long métrage narratif international[53]
- British Independent Film Awards 2023 : meilleur film international
- Brussels International Film Festival 2023 : Prix du public de la Compétition Internationale[54]
- Gotham Independent Film Awards 2023 : meilleur scénario et meilleur film international
- National Board of Review Awards 2023 : meilleur film international
- New York Film Critics Circle 2023 : meilleur film en langue étrangère
- Prix du cinéma européen 2023 : 
  - meilleur film
  - meilleure réalisation
  - meilleur scénariste
  - meilleure actrice pour Sandra Hüller
  - meilleur monteur[55]
- BAFTA Awards 2024 : Meilleur scénario original
- Critic's Choice Awards 2024 : Meilleur film en langue étrangère
- David di Donatello 2024 : Meilleur film étranger
- Film Independent Spirit Awards 2024 : Meilleur film international
- Golden Globes 2024[56] : 
  - meilleur film en langue étrangère
  - meilleur scénario
- Lumières 2024 : 
  - Meilleur film
  - Meilleure actrice pour Sandra Hüller
  - Meilleur scénario
- Prix Goya 2024 : meilleur film européen[57],[58]
- Prix Jacques Deray 2024[59]
- Syndicat Français de la Critique de Cinéma et des Films de Télévision 2024[60] :
  - Meilleur film français
  - Meilleure édition DVD/Blu-Ray récente
- César 2024 :
  - Meilleur film
  - Meilleure réalisation
  - Meilleure actrice pour Sandra Hüller
  - Meilleur acteur dans un second rôle pour Swann Arlaud
  - Meilleur scénario original
  - Meilleur montage pour Laurent Sénéchal
- Oscars 2024 : Meilleur scénario original

### Nominations
- Prix Louis-Delluc 2023 : meilleur film[61]
- BAFTA Awards 2024 :
  - Meilleur film
  - Meilleur film en langue étrangère
  - Meilleur réalisateur
  - Meilleur actrice pour Sandra Hüller
  - Meilleur montage
  - Meilleur casting
- César 2024[62] :
  - Meilleur acteur dans un second rôle pour Antoine Reinartz
  - Révélation masculine pour Milo Machado-Graner
  - Meilleure photographie
  - Meilleur son
  - Meilleurs décors
  - César des lycéens
- Golden Globes 2024[56] : 
  - Meilleur film dramatique
  - Meilleure actrice dans un film dramatique pour Sandra Hüller
- Lumières 2024 : 
  - Meilleur image
  - Meilleure mise en scène pour Justine Triet
  - Meilleure révélation masculine pour Milo Machado-Graner
- Oscars 2024[50] :
  - Meilleur film
  - Meilleure réalisation
  - Meilleure actrice pour Sandra Hüller
  - Meilleur montage

### Sélections
- Festival international du film de Toronto 2023 : sélection « Special Presentations »[63]
- Festival international du film de Busan 2023 : sélection « Icons »
- Festival du nouveau cinéma de Montréal 2023 : sélection « Les incontournables »
- Festival du cinéma francophone de Málaga 2023 : film d’ouverture
- Festival international du film de Vienne 2023 : sélection officielle
- Festival Colcoa 2023 : sélection de films français
- Festival du film de New York 2023 : sélection « main slate »
- Festival International de Hambourg 2023 : sélection « Voilà »
- Festival international du Film de San Sebastián 2023 : sélection « Perlak »
- Festival du film de Telluride 2023 : sélection « The Show »
- Festival international du film de Melbourne 2023 : films français sélectionnés
- Festival international du film de Locarno 2023 : sélection « Piazza Grande »
- Festival international du film de Jérusalem 2023 : film de clôture
- Festival international du film de Karlovy Vary 2023 : sélection « horizons »

## Vidéographie
- Éthique et tac, « Le philosophe Lagasnerie décrypte le succès d'Anatomie d'une chute », 4 février 2025 (consulté le 5 février 2025)